# Acalolepta paraspeciosa
Acalolepta paraspeciosa är en skalbaggsart som beskrevs av Stefan von Breuning 1982. Acalolepta paraspeciosa ingår i släktet Acalolepta och familjen långhorningar.
Artens utbredningsområde är Tibet. Inga underarter finns listade i Catalogue of Life.